# Callicostella herminieri
Callicostella herminieri là một loài rêu trong họ Pilotrichaceae. Loài này được (Schimp.) A. Jaeger mô tả khoa học đầu tiên năm 1877.